# Heat of the Moment
«Heat of the Moment» —en español: «Calor del momento»— es el primer sencillo de la banda británica de rock progresivo Asia de su álbum debut homónimo el cual fue publicado en 1982 y fue escrito por John Wetton y Geoff Downes.
«Heat of the Moment» fue la canción más popular de la banda y la más exitosa en los Estados Unidos, ya que se ubicó en el 1.º lugar del Billboard Mainstream Rock y 4.º lugar del Billboard Hot 100.   En el Reino Unido no obtuvo tanto éxito, ya que se colocó en el 48.ª posición en las listas.  En Canadá logró colocarse también en la 4.ª posición de la lista de los 50 sencillos más exitosos de la revista RPM.

## Caras B
«Heat of the Moment» incluye diferentes canciones como cara B según la región donde se publicó, ya que la versión británica contiene como cara B la canción «Time Again» —del inglés: «Otra vez»—, mientras que para la edición internacional se incluyó el tema «Ride Easy» —«Camino fácil» en castellano— como tal. «Time Again» se encuentra en el álbum Asia, mientras que «Ride Easy» nunca se incluyó en un álbum de estudio, sino que se añadió en el EP Aurora, el cual se publicó sólo en Japón en 1986.

## Lista de canciones

### Versión británica
| N.º | Título               | Duración |  |
| 1.  | «Heat of the Moment» | 3:50     |  |
| 2.  | «Time Again»         | 4:45     |  |

### Versión internacional
| N.º | Título               | Duración |  |
| 1.  | «Heat of the Moment» | 3:50     |  |
| 2.  | «Ride Easy»          | 4:35     |  |

## Formación
- John Wetton — voz principal y bajo
- Geoff Downes — teclados y coros
- Carl Palmer — batería
- Steve Howe — guitarra

## Listas
| País           | Lista                               | Posición máxima |
| -------------- | ----------------------------------- | --------------- |
| Alemania       | Media Control Charts                | 7.º             |
| Canadá         | RPM Magazine Top 50 Singles         | 4.º             |
| Estados Unidos | Billboard Hot 100                   | 4.º             |
| Estados Unidos | Billboard Mainstream Rock           | 1.º             |
| Francia        | SNEP Top 100 Les Charts             | 39.º            |
| Nueva Zelanda  | RIANZ Top 60 Singles                | 46.º            |
| Países Bajos   | MegaCharts Top 100 Singles          | 33.º            |
| Reino Unido    | UK Singles Chart                    | 48.º            |
| Suiza          | Schweizer Hitparade Singles Top 100 | 2.º             |